# Ü
"Ü", o "ü", és un caràcter que representa una lletra d'algunes variants de l'alfabet llatí, com una lletra U amb umlaut o dièresi.

## Lletra Ü
La lletra Ü està present en els alfabets hongarès, carelià, turc, estonià, àzeri, turkmen i tàrtar, on representa una vocal tancada anterior arrodonida (/y/). És una lletra diferent, que no es considera una modificació de la /u/ o de la /y/. És diferent del dígraf "UE".
Aquesta mateixa lletra apareix en la romanització del xinès, pinyin, Wade-Giles, on representa el mateix so (/y/) e.g. 玉 (jade) o 雨 (pluja). El Pinyin usa Ü, només quan una ambigüitat podria sorgir una similitud amb paraules romanitzades que continguin U, mentre que a Wade-Giles usa Ü en totes les situacions.

## U ambumlaut

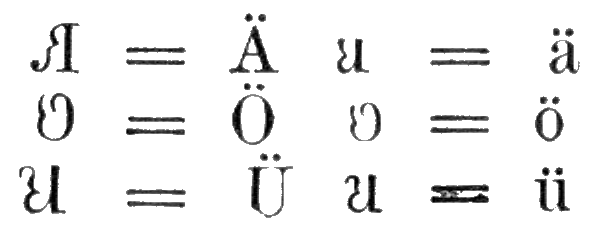
Johann Martin Schleyer va proposar a Volapük una forma alternativa per a Ü, però rarament és usat

D'una manera similar, la U amb umlaut apareix en l'alfabet alemany. Representa el so d'una vocal tancada anterior arrodonida /y/. En idiomes que han adoptat noms o ortografies alemanyes, com el suec, la lletra també apareix. En el suec, aquesta lletra és anomenada tyskt y i que significa y alemanya.
En altres idiomes que no tenen aquesta lletra com una lletra comuna del seu alfabet, la Ü és reemplaçada pel dígraf UE. Els programaris d'OCR pot veure aquesta lletra com ii.

## U ambdièresi
Algunes llengües fan servir la dièresi sobre la lletra U per indicar que aquesta lletra ha de ser pronunciada, o bé per indicar que cal trencar un diftong.
En català la dièresi es fa servir per distingir entre aquestes parelles per a marcar quan cal pronunciar la u que no és muda:
"gue"/"güe" ([ge] / [gwe]),
"gui"/"güi" ([gi] / [gwi]),
"que"/"qüe" ([ke] / [kwe]),
"qui"/"qüi" ([ki] / [kwi]), exemples: aigües, pingüins, qüestió, adeqüi.
També es fa servir ü per marcar que parelles de vocals que normalment formarien un diftong han de pronunciar-se com a síl·labes seprades, exemples: Raül, diürn.
En llengua castellana, es fa servir per distingir les síl·labes gue i gui de güe i güi com en antiguitat i agüita. En francès, apareix la dièresi sobre la u en alguns noms com en Capernaüm o a Emmaüs.
En el portuguès brasiler, les combinacions "gue" and "gui" són pronunciades [ge], [gi] (la " u " silente és usada per mantenir el so de la [g]), però "güe" i "güi", signifiquen [gue], [gui]: com en pingüim (pingüí), agüentar (aguantar); "ü" també apareix en la síl·laba "qüe": conseqüência (conseqüència), i en "qüi" com en qüinqüênio (quinquenni). Després que l'Acord Ortogràfic de la Llengua Portuguesa 1990, l'ús de la dièresi va ser abolida.

## Tipografia
Històricament la lletra Ü i U amb dièresi eren escrites amb dos punts a sobre de la lletra. La U amb umlaut originalment s'escrivia com una "U" amb una petita "e" sobre, que va anar degenerant a dues barres verticals. Aquestes barres es van convertir després en punts.
En la tipografia moderna no hi havia prou espai a les màquines d'escriure i posteriorment als teclats de les computadors per representar una Ü i una U amb barres. Ja que semblaven gairebé idèntics els dos caràcters es van combinar, que també va ser realitzat en la codificació de caràcters dels ordinadors com ISO 8859-1. A conseqüència d'això no hi havia manera de diferenciar entre els caràcters diferents. Si bé Unicode, teòricament, proporciona una solució, això gairebé mai no s'utilitza.
A Windows, un pot pressionar la tecla Alt, mentre es prem 0220 o 154 per obtenir una Ü. Per obtenir la Ü en minúscula se'n pressiona alt més 0252 per obtenir la ü.
A Mac OS, un pot pressionar Alt mentre prems la U per obtenir aquesta lletra.